# Yuanchong (sockenhuvudort i Kina, Hubei Sheng, lat 32,53, long 111,73)
Yuanchong (kinesiska: 袁冲, 袁冲乡) är en sockenhuvudort i Kina. Den ligger i provinsen Hubei, i den centrala delen av landet, omkring 320 kilometer nordväst om provinshuvudstaden Wuhan. Antalet invånare är 32 102. Befolkningen består av 15 620 kvinnor och 16 482 män. Barn under 15 år utgör 18,0 %, vuxna 15-64 år 74 %, och äldre över 65 år 6,0 %.
Runt Yuanchong är det tätbefolkat, med 493 invånare per kvadratkilometer. Närmaste större samhälle är Laohekou, 16,8 km söder om Yuanchong. Trakten runt Yuanchong består till största delen av jordbruksmark.
Genomsnittlig årsnederbörd är 940 millimeter. Den regnigaste månaden är augusti, med i genomsnitt 169 mm nederbörd, och den torraste är januari, med 11 mm nederbörd.